# Paracalyptrophora duplex
Paracalyptrophora duplex är en korallart som beskrevs av Stephen D. Cairns och Bayer 2004. Paracalyptrophora duplex ingår i släktet Paracalyptrophora och familjen Primnoidae. Inga underarter finns listade i Catalogue of Life.